# Ben McLemore
Ben McLemore III (* 11. Februar 1993 in St. Louis, Missouri) ist ein US-amerikanischer Basketballspieler, der bis 2022 bei den Portland Trail Blazers in der NBA unter Vertrag steht.

## College
McLemore musste sein Freshman-Jahr an der University of Kansas aufgrund akademischer Differenzen aussetzen. Er nahm dennoch an den Trainingseinheiten der Mannschaft teil. So startete er 2012/13 erstmals für die Jayhawks. McLemore entwickelte sich zu einem der Überraschungsspieler, was ihm eine hohe Draftposition in der NBA-Draft versprach. Er erzielte in seinem ersten Jahr 16,4 Punkte, 5,3 Rebounds und 2,0 Assists pro Spiel und wurde am Ende der Saison ins All-Big 12 First Team berufen. Kurze Zeit danach meldete er sich zur NBA-Draft an.

## NBA
McLemore galt als aussichtsreicher Kandidat auf einen der ersten fünf Plätze, rutschte jedoch bei der NBA-Draft 2013 auf Position 7 ab, wo er von den Sacramento Kings ausgewählt wurde. McLemore wurde zum Western Conference Rookie of the Month für den Monat November ausgezeichnet.
Bis zum Sommer 2017 stand McLemore bei den Kings unter Vertrag, ohne jedoch den großen sportlichen Durchbruch zu schaffen. Die Kings verzichteten jedoch darauf, den Vertrag mit McLemore zu verlängern und ließen ihn als Free Agent zu den Memphis Grizzlies ziehen. Er unterschrieb dort einen Zweijahresvertrag in Höhe von 10,7 Mio. Dollar.

## NBA-Statistiken

### Reguläre Saison
| Saison  | Team       | GP  | GS  | MPG  | FG % | 3P % | FT % | RPG | APG | SPG | BPG | PPG  |
| ------- | ---------- | --- | --- | ---- | ---- | ---- | ---- | --- | --- | --- | --- | ---- |
| 2013–14 | Sacramento | 82  | 55  | 26.7 | .376 | .320 | .804 | 2.9 | 1.0 | 0.5 | 0.2 | 8.8  |
| 2014–15 | Sacramento | 82  | 82  | 32.6 | .437 | .358 | .813 | 2.9 | 1.7 | 0.9 | 0.2 | 12.1 |
| 2015–16 | Sacramento | 68  | 53  | 21.2 | .429 | .362 | .718 | 2.2 | 1.2 | 0.8 | 0.1 | 7.8  |
| 2016–17 | Sacramento | 61  | 26  | 19.3 | .430 | .382 | .753 | 2.1 | 0.8 | 0.5 | 0.1 | 8.1  |
| 2017–18 | Memphis    | 56  | 17  | 19.5 | .421 | .346 | .828 | 2.5 | 0.9 | 0.7 | 0.3 | 7.5  |
| 2018–19 | Sacramento | 19  | 0   | 8.3  | .391 | .415 | .667 | 0.9 | 0.2 | 0.3 | 0.1 | 3.9  |
| 2019–20 | Houston    | 71  | 23  | 22.8 | .444 | .400 | .746 | 2.2 | 0.8 | 0.6 | 0.2 | 10.1 |
| Gesamt  | Gesamt     | 439 | 256 | 23.6 | .421 | .360 | .779 | 2.6 | 1.1 | 0.7 | 0.2 | 9.0  |

### Play-offs
| Saison  | Team    | GP | GS | MPG  | FG % | 3P % | FT % | RPG | APG | SPG | BPG | PPG |
| ------- | ------- | -- | -- | ---- | ---- | ---- | ---- | --- | --- | --- | --- | --- |
| 2019–20 | Houston | 11 | 0  | 11.8 | .375 | .389 | .000 | 1.0 | 0.5 | 0.4 | 0.0 | 4.0 |
| Gesamt  | Gesamt  | 11 | 0  | 11.8 | .375 | .389 | .000 | 1.0 | 0.5 | 0.4 | 0.0 | 4.0 |